# Leopold Fugger von Babenhausen
Leopold hrabě Fugger von Babenhausen, celým jménem Leopold Heinrich Karl Friedrich Maria Graf Fugger von Babenhausen (18. července 1893 Šoproň, Maďarsko – 8. července 1966 Hamburk), byl německý důstojník.

## Rodina
Jeho otec byl kníže Carl Georg Fugger von Babenhausen (1861–1925), jeho matka byla Eleonora Fugger von Babenhausen rozená zu Hohenlohe-Bartenstein und Jagstberg. Měl ještě následující sourozence:
- Friederike Maria Carolina Henriette Rosa Sabina Franziska Pauline hraběnka Fugger von Babenhausen (1887–1949)
- Georg Constantin Heinrich Carl Friedrich Maria Fugger kníže zu Babenhausen (1889–1934)
- Sylvia Rosa Eleonore Leopoldine Karolina Maria hraběnka Fugger von Babenhausen (1892–1949)
- Maria Theresia Karoline Gigina hraběnka Fugger von Babenhausen (1899–1994
- Helene Aloysia Eleonore Maria hraběnka Fugger von Babenhausen (1908–1915)

Leopold se v roce 1924 oženil ve Vídni s Verou Czernin (1904–1959; rozenou a až do roku 1919 jako Czernin z Chudenic a Morzin), se kterou měl čtyři děti. Byli rozvedeni v roce 1936.

## Život
V roce 1913 vstoupil do Dragounského pluku č. 26 Württemberské armády. První světové války se účastnil na západní frontě. V roce 1915 přešel k letectvu. Zde prodělal výcvik na pozorovatele. V této funkci působil do roku 1919. V roce 1916 mu byl udělen Rytířský kříž Královského hohenzollernského domácího řádu. Armádu opustil v roce 1919.

### Meziválečné období
V roce 1935 nastoupil k letectvu (Luftwaffe) v hodnosti Hauptman (kapitán). Na Luftbildschule (škola pro letecký obraz) v Hildesheimu se účastnil kurzu. V letech 1936–1938 působil jako Bild důstojník ve štábu velitelství Luftgau v Berlíně. Od července do konce října 1937 byl ve štábu Legie Condor. Od ledna 1938 do konce srpna 1939 sloužil opětně ve štábu Legie Condor. Po návratu do Německa byl převelen na Říšské ministerstvo letectví a zde pracoval jako referent. Jako poradce spolupracoval na filmu Im Kampf gegen den Weltfeind.

### Druhá světová válka
Od září 1939 získal statut důstojníka pro speciální využití a byl na zaškolení na letišti Neustadt-Glewe do poloviny roku 1940. Od ledna 1940 do července 1942 byl druhým důstojníkem generálního štábu mistra pro logistiku (Quartiermeister) u 4 letecké flotily (Luftflotte 4); na této pozici byl v roce 1941 povýšen do hodnosti Oberst (plukovník). Od července 1942 do ledna 1943 byl velitelem letištní oblasti 1 ve Wehrkreis XVII (Vídeň) (vojenský okruh XVII). Od ledna do července 1943 byl velitelem letištní oblasti ve Wehrkreis VIII (Breslau) (vojenský okruh VIII). Od července 1943 do začátku května 1945 byl velitelem letištní oblasti 6 ve Wehrkreis IV Sasko (vojenský okruh IV). V lednu 1945 byl povýšen do hodnosti generálmajora. V květnu 1945 upadl do sovětského zajetí a byl internován v zajateckém táboře 5110/48 Woikowo. Ze zajetí byl propuštěn v roce 1955.